# 鬚礁蟾魚
鬚礁蟾魚（学名：Sanopus barbatus），為輻鰭魚綱蟾魚目蟾魚科的其中一種，分布於中西大西洋區，從宏都拉斯至貝里斯海域，體長可達41公分，為底棲性魚類，生活在珊瑚礁，可作為食用魚。